# Phyllanthus collinsiae
Phyllanthus collinsiae är en emblikaväxtart som beskrevs av William Grant Craib. Phyllanthus collinsiae ingår i släktet Phyllanthus och familjen emblikaväxter.

## Underarter
Arten delas in i följande underarter:
- P. c. collinsiae
- P. c. leiocarpus